# Fonction continue nulle part
En mathématiques, une fonction nulle part continue, également appelée fonction discontinue partout, est une fonction qui n'est continue en aucun point de son domaine. Si f est une fonction définie sur les nombres réels à valeur dans les nombres réels, alors f  est nulle part continue si pour chaque point x il existe un ε > 0 tel que pour chaque δ > 0 nous pouvons trouver un point y tel que {\textstyle 0<|x-y|<\delta }  et {\textstyle |f(x)-f(y)|\geqslant \varepsilon }. Par conséquent, peu importe à quel point nous nous rapprochons d'un point fixé, il existe des points encore plus proches auxquels la fonction prend des valeurs qui ne sont pas proches. 
Des définitions plus générales de ce type de fonction peuvent être obtenues, en remplaçant la valeur absolue par la fonction distance dans un espace métrique, ou en utilisant la définition de continuité dans un espace topologique . 

## Fonction de Dirichlet
Un exemple d'une telle fonction est la fonction indicatrice des nombres rationnels, également connue sous le nom de fonction de Dirichlet. Cette fonction est notée IQ ou 1Q et a un ensemble de définition et un ensemble d'arrivée tous deux égaux aux nombres réels. IQ (x) est égal à 1 si x est un nombre rationnel et 0 si x n'est pas rationnel. 
Plus généralement, si E est un sous-ensemble d'un espace topologique X tel que E et son complémentaire soient denses dans X, alors la fonction à valeurs réelles qui prend la valeur 1 sur E et 0 sur le complément de E ne sera nulle part continue. Les fonctions de ce type ont été initialement étudiées par Peter Gustav Lejeune Dirichlet .

## Caractérisation hyperréelle
Une fonction réelle f est nulle part continue si son extension hyperréelle naturelle a la propriété que chaque x est infiniment proche d'un y tel que la différence f(x) − f(y) est appréciable (c'est-à-dire non infinitésimale ). 

## Voir également
- Fonction de Thomae (également connue sous le nom de fonction pop-corn) : une fonction qui est continue en tous les nombres irrationnels et discontinue en tous les nombres rationnels.
- Fonction de Weierstrass : une fonction continue partout (à l'intérieur de son domaine) et différentiable nulle part.
- Théorème de Blumberg : toute fonction réelle continue nulle part est continue sur un sous-ensemble dense des nombres réels.